# 臭化銅(II)
臭化銅(II)（copper(II) bromide）は、組成式がCuBr2の無機化合物である。写真の現像や有機合成における臭化剤として使われる。

## 安全性
飲み込むと有害。中枢神経系、脳、目、肝臓および腎臓に影響を及ぼす。皮膚、目および呼吸器を刺激する。